# Wilson Medina
Wilson Andres Medina Nazaret (ur. 8 sierpnia 1983) – kolumbijski, a od 2011 roku argentyński zapaśnik walczący w stylu wolnym. Brązowy medal igrzysk panamerykańskich w 2007. Trzy brązowe medale na mistrzostwach panamerykańskich w 2006, 2007 i 2009. Złoty medal na igrzyskach Ameryki Południowej w 2006. Trzeci na mistrzostwach Ameryki Południowej w 2011. Wicemistrz igrzysk boliwaryjskich w 2005 roku. Jego żoną jest argentyńska zapaśniczka Luz Clara Vázquez.